# 斯捷帕尼夫卡 (卡盧什區)
49°4′40″N 24°15′43″E / 49.07778°N 24.26194°E
斯捷帕尼夫卡（烏克蘭語：Степанівка），是烏克蘭的村落，位於該國西部伊萬諾-弗蘭科夫斯克州，由卡盧什區負責管轄，始建1938年，面積1.58平方公里，2001年人口476，人口密度每平方公里300.9人。